# نشان بزرگ ایالات متحده آمریکا
نشان بزرگ ایالات متحده آمریکا (به انگلیسی: Great Seal of the United States)، نشانی است که با آن مدارک و اسناد رسمی این کشور جنبه رسمیت پیدا می‌کند. این نشان نخستین بار در سال ۱۷۸۲ بکار رفت.
برای اولین بار در سال ۱۷۸۲ از این مهر برای احراز هویت برخی اسناد صادر شده توسط دولت فدرال ایالات متحده استفاده می‌شود. از سال ۱۹۳۵، هر دو طرف مهر بزرگ در پشت اسکناس یک دلاری ظاهر شده‌اند. در اسناد رسمی از جمله گذرنامه‌های ایالات متحده، نشان نظامی، پلاکاردهای سفارت و پرچم‌های مختلف از این نشان استفاده شده است. مهر رئیس‌جمهور ایالات متحده مستقیماً بر روی مهر بزرگ استوار است و از عناصر آن در بسیاری از مهرهای آژانس‌های دولتی و ایالتی استفاده می‌شود.
نسخه‌های رسمی امروز وزارت امور خارجه نسبت به طرح‌های ۱۸۸۵ تا حد زیادی تغییر نکرده است. ارائه عکس معکوس توسط Teagle & Little of Norfolk، ویرجینیا، در سال ۱۹۷۲ ساخته شده است. تقریباً مشابه نسخه‌های قبلی است که به نوبه خود براساس نسخه 1856 Lossing ساخته شده است.

## جلوی نشان

طرف روی نشان ملی آمریکا

بر روی این نشان عقاب سرسفیدی دیده می‌شود که در چنگال‌های سمت چپ خود ۱۳ تیر و در چنگال‌های سمت راست خود یک شاخه زیتون را نگاه داشته است. معنای نشان با عبارت زیر بیان گردیده است:
«a strong desire for peace, but will always be ready for war.»
«تمایل قوی به صلح، اما همواره آمادهٔ جنگ.»
جهت نگاه عقاب به‌طرف سمت راست خود (شاخه زیتون) است که به معنای ترجیح عقاب به صلح می‌باشد.
عقاب در منقار پارچه‌ای را نگاه داشته که بر آن عبارت لاتین E Pluribus Unum نقش بسته است. این عبارت به‌معنای یک از بسیار است که اشاره به از به وجود آمدن ایالات متحده از چندین ایالت به صورت یک کشور واحد را دارد.
بالای سر عقاب یک هاله نورانی دیده می‌شود که در آن سیزده ستاره دیده می‌شود. سیزده ستاره بالای سر عقاب در این نشان (و همین‌طور سیزده تیر در چنگال‌های چپ عقاب، و نیز تعداد دانه‌های زیتون و برگ‌های شاخه زیتون) نشان از سیزده ایالت اولیه آمریکا در زمان انقلاب آمریکا علیه استعمار بریتانیا را دارد.
این نشان کف وزارتخانه‌ها و بسیاری از موسسات دولتی آمریکا را پوشانیده است، گفته می‌شود که از دوره هری ترومن به این سو، سر عقاب به سمت راست خود تغییر داده شده تا مبادا برداشت جنگ‌طلبانه‌ای برای آمریکا القا شود.

## پشت نشان

طرف پشت نشان ملی آمریکا

پشت نشان یک هرم است که ۱۳ ردیف (طبقه) دارد و در راس آن چشم نظاره‌گر قرار دارد و توسط واژگان لاتین Annuit cœptis احاطه شده که به معنای در انجام وظایفمان یاریمان کرده است می‌باشد. پایهٔ هرم سال ۱۷۷۶ میلادی را به عددنویسی رومی MDCCLXXVI نشان می‌دهد، و واژگان Novus ordo seclorum که از ویرژیل گرفته شده به معنای نظم نوین اعصار (و نه «نظم نوین جهانی») است.

## پیدایش
در ۴ ژوئیه سال ۱۷۷۶، همان روزی که استقلال از بریتانیای کبیر توسط سیزده مستعمره اعلام شد، کنگره قاره‌ای اولین کمیته طراحی مهر بزرگ یا آرم ملی را برای این کشور تعیین کرد. همانند سایر ملل، ایالات متحده برای رسمیت و مهر و موم (یا امضای) معاهدات و معاملات بین‌المللی به نماد رسمی حاکمیت نیاز داشت. شش سال، سه کمیته و کمک چهارده نفر طول کشید تا سرانجام در سال ۱۷۸۲ کنگره طرحی را پذیرفت که شامل عناصر پیشنهادی هر یک از سه کمیته بود.

## نگارخانه

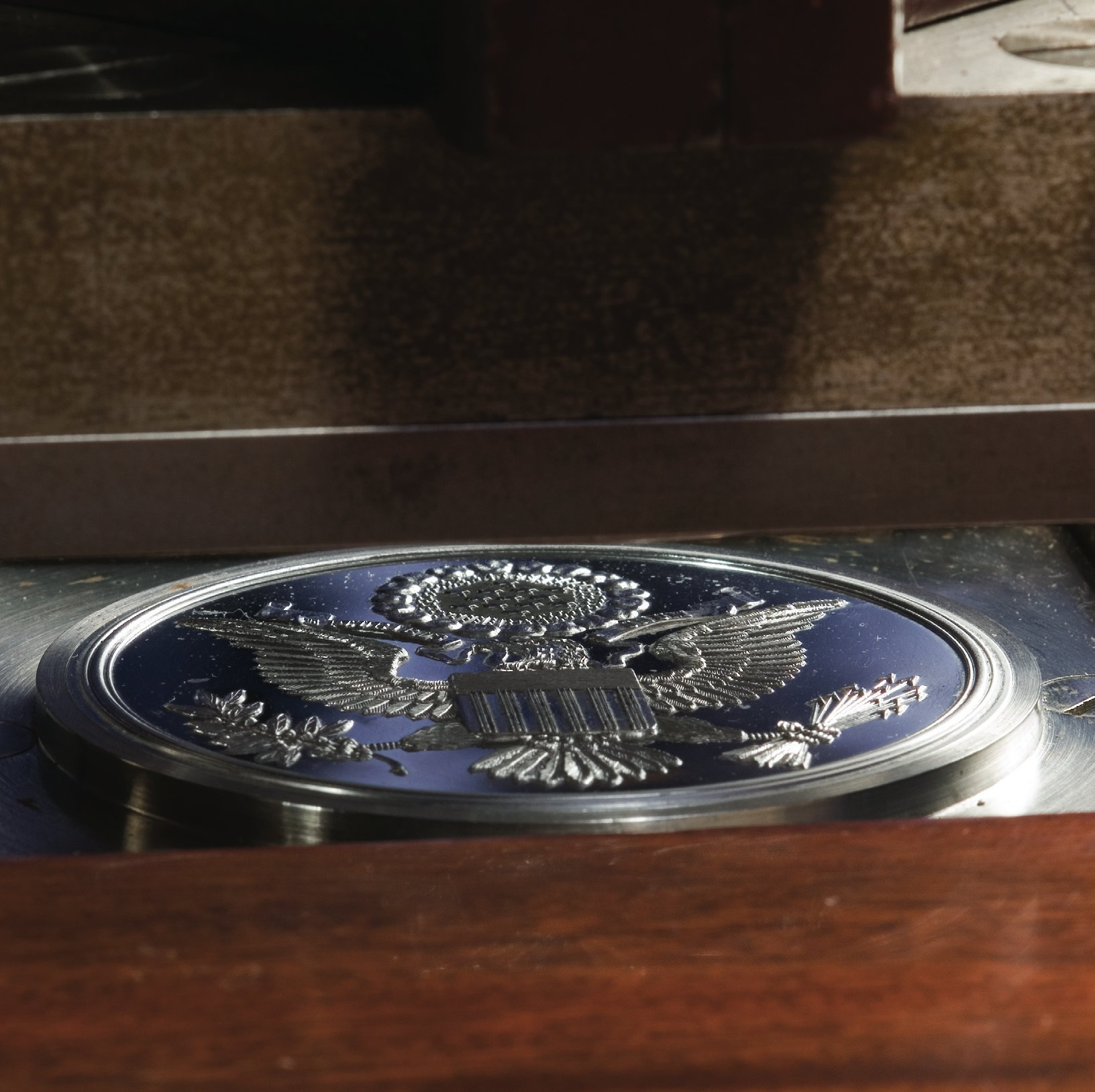
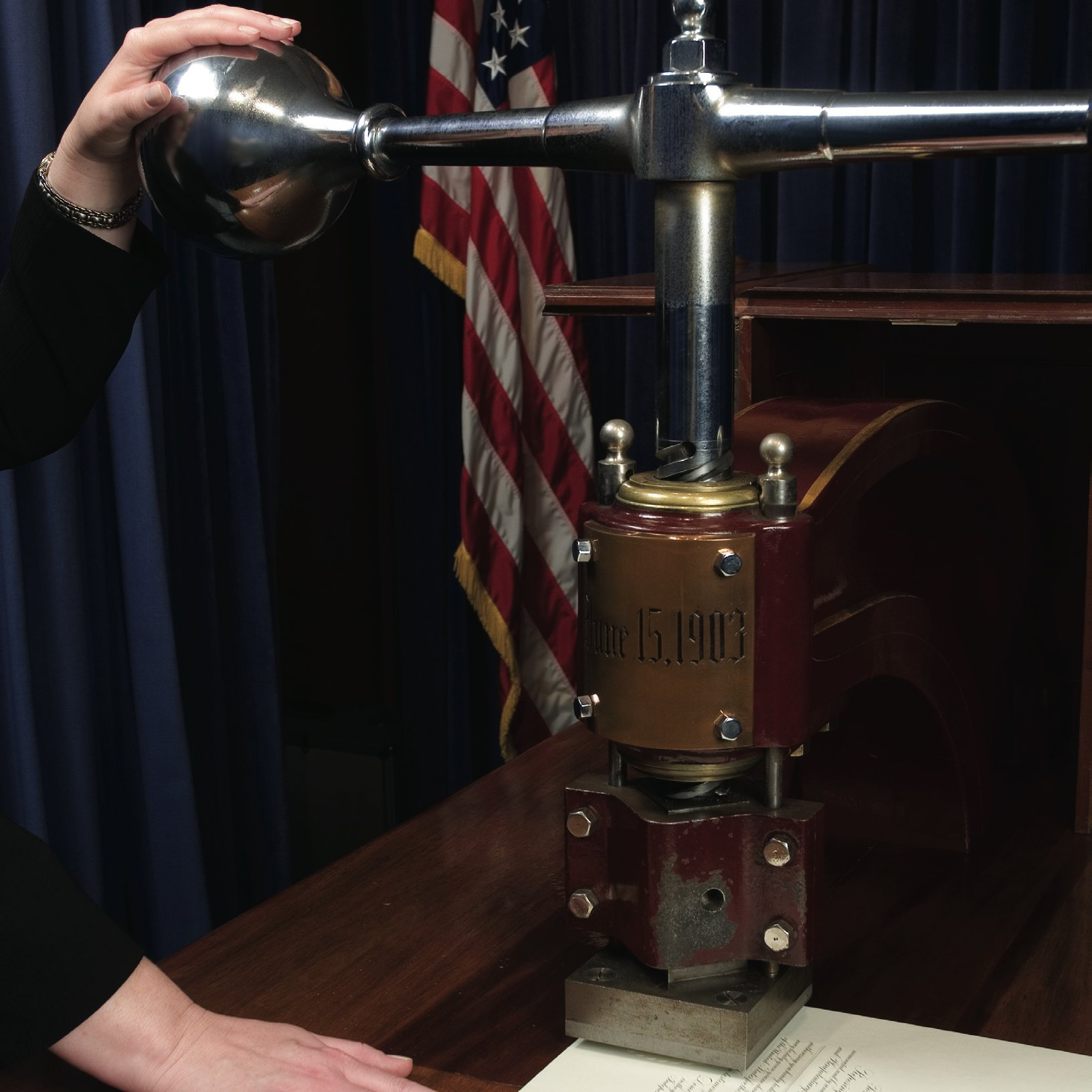
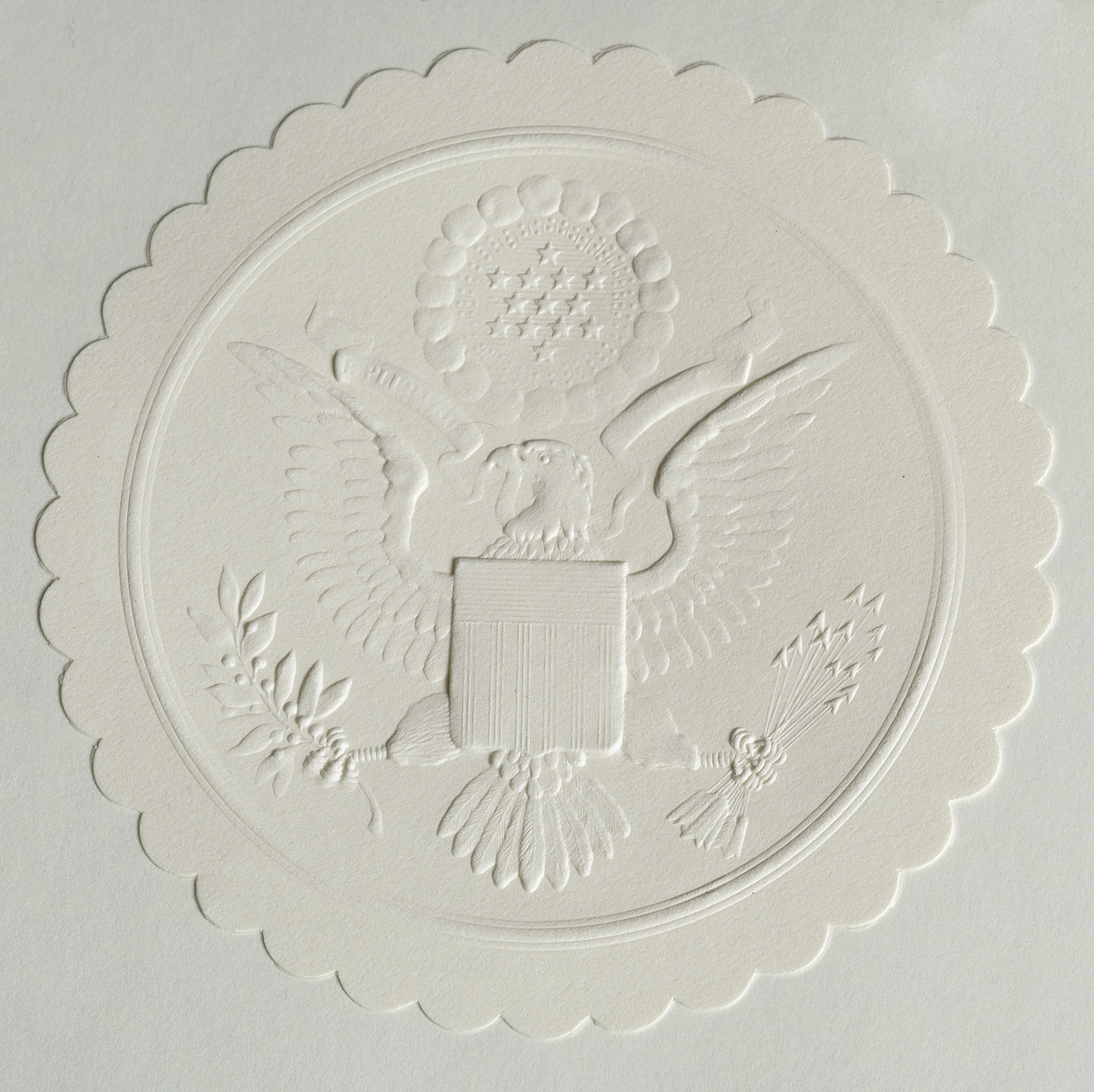